# 66 Eskadra Breguetów
66 Eskadra Breguetów – pododdział Awiacji Armii Polskiej we Francji.
66 eskadra Breguetów wyposażona w samoloty typu Breguet XIV B2 (bombowe) przybyła do Polski z Armią generała Hallera na przełomie maja i czerwca 1919 roku.
20 września 1919  stacjonowała na lotnisku Poznań, wchodząc w skład I Wielkopolskiej Grupy lotniczej.
Jesienią 1919 roku eskadra została włączona do 4 eskadry.
Godłem eskadry był: staroegipski ptak Ra